# Stazione di Toyoda
La Stazione di Toyoda (豊田駅?, Toyoda-eki) è una stazione ferroviaria di Hino, città conurbata con Tokyo che serve la linea Chūō Rapida della JR East.

## Linee

### Treni
- East Japan Railway Company
  - ■ Linea Rapida Chūō